# William Donald Hamilton
William Donald "Bill" Hamilton (Caïro, 1 augustus 1936 - Londen, 7 maart 2000) was een Britse bioloog die publiceerde op de gebieden van de zoölogie en de genetica. Hij is beroemd geworden door zijn onderzoek op het gebied van de kin selection (verwantschapsselectie), een onderdeel van de evolutietheorie. Zijn grootste verdienste is het formuleren van Hamilton's Rule (Hamiltons Regel) in 1964 over de mogelijkheid van natuurlijke selectie van altruïstische genen. Hamiltons Regel in woorden uitgedrukt: als de voordelen van een gedrag vermenigvuldigd met de verwantschap tussen gever en ontvanger groter zijn dan de nadelen voor de gever, is altruïsme evolutionair stabiel. In wiskundige formule uitgedrukt:
r x b > c
r = waarschijnlijkheid dat een familielid van de altruïst hetzelfde gen draagt
b = benefit (voordeel) van altruïstisch gedrag (voor het familielid)
c = cost (nadeel) van altruïstisch gedrag (voor de altruïst) 
De voor- en nadelen hebben betrekking op het aantal nakomelingen. De altruïst heeft minder nakomelingen, maar naaste verwanten (broer, zus) hebben meer nakomelingen. De theorie voorspelt dat individuen altruïstisch zijn ten opzichte van verwanten en niet ten opzichte van niet-verwanten. Dit is empirisch bevestigd bij vogels en apen.
In 1988 kreeg hij de Darwin Medal. In 1989 onderscheidde de Linnean Society of London hem met de Linnean Medal. In 1993 won hij samen met Seymour Benzer de Crafoordprijs voor biowetenschappen.